# Eupolybothrus verrucosus
Eupolybothrus verrucosus är en mångfotingart som först beskrevs av Sseliwanoff 1876.  Eupolybothrus verrucosus ingår i släktet Eupolybothrus och familjen stenkrypare.
Artens utbredningsområde är Moldavien. Inga underarter finns listade i Catalogue of Life.